# Лау, Альфред Бернхард
Альфред Бернхард Лау (нем. Alfred Bernhard Lau; 5 августа 1928, Золинген, Германия — 27 февраля 2007, Фортин-де-лас-Флорес, Веракрус, Мексика) — мексиканский ботаник немецкого происхождения, миссионер, эксперт в области мексиканских кактусов.

## Биография

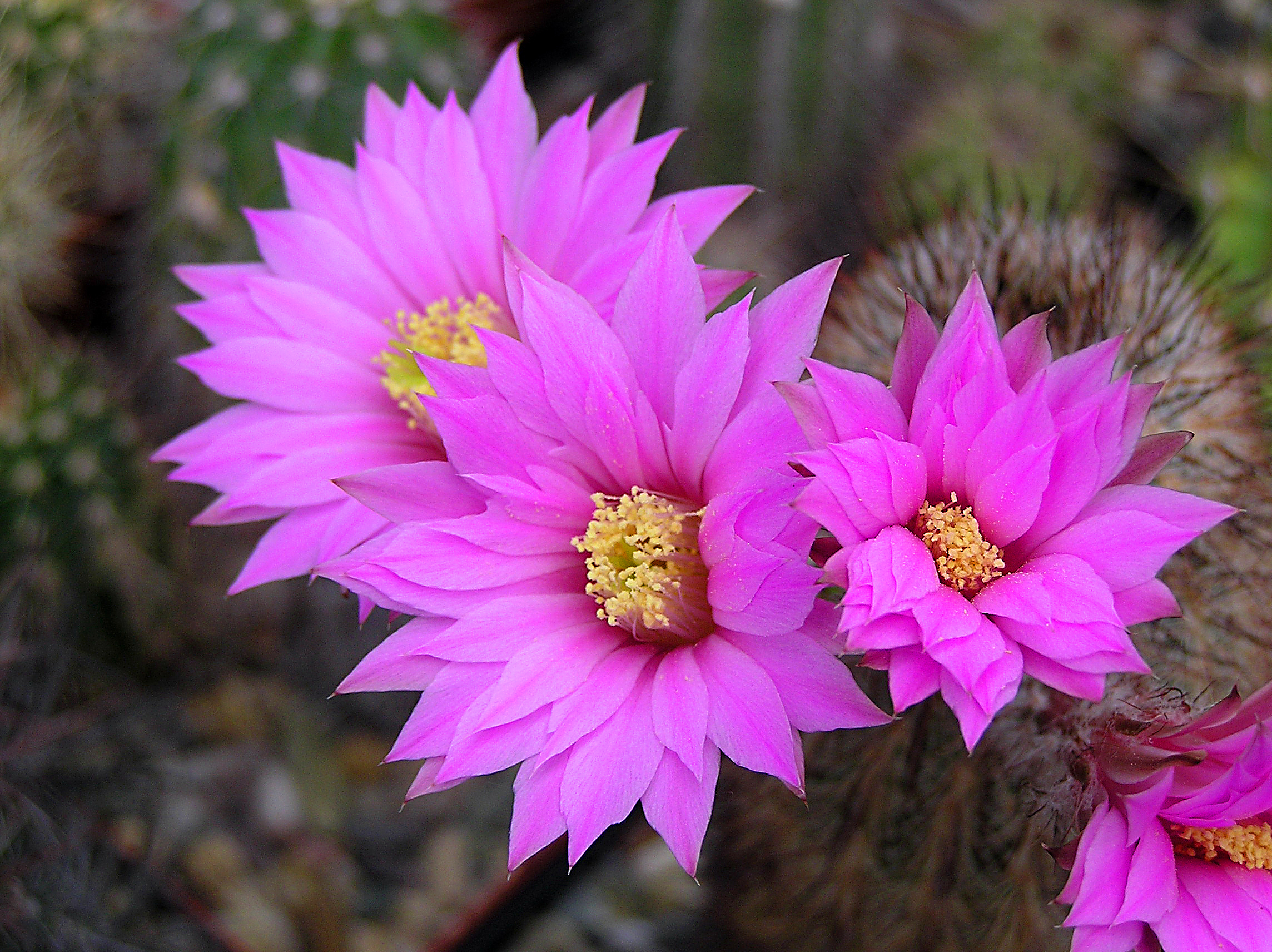
«Echinocereus laui»,
назван в честь А. Лау

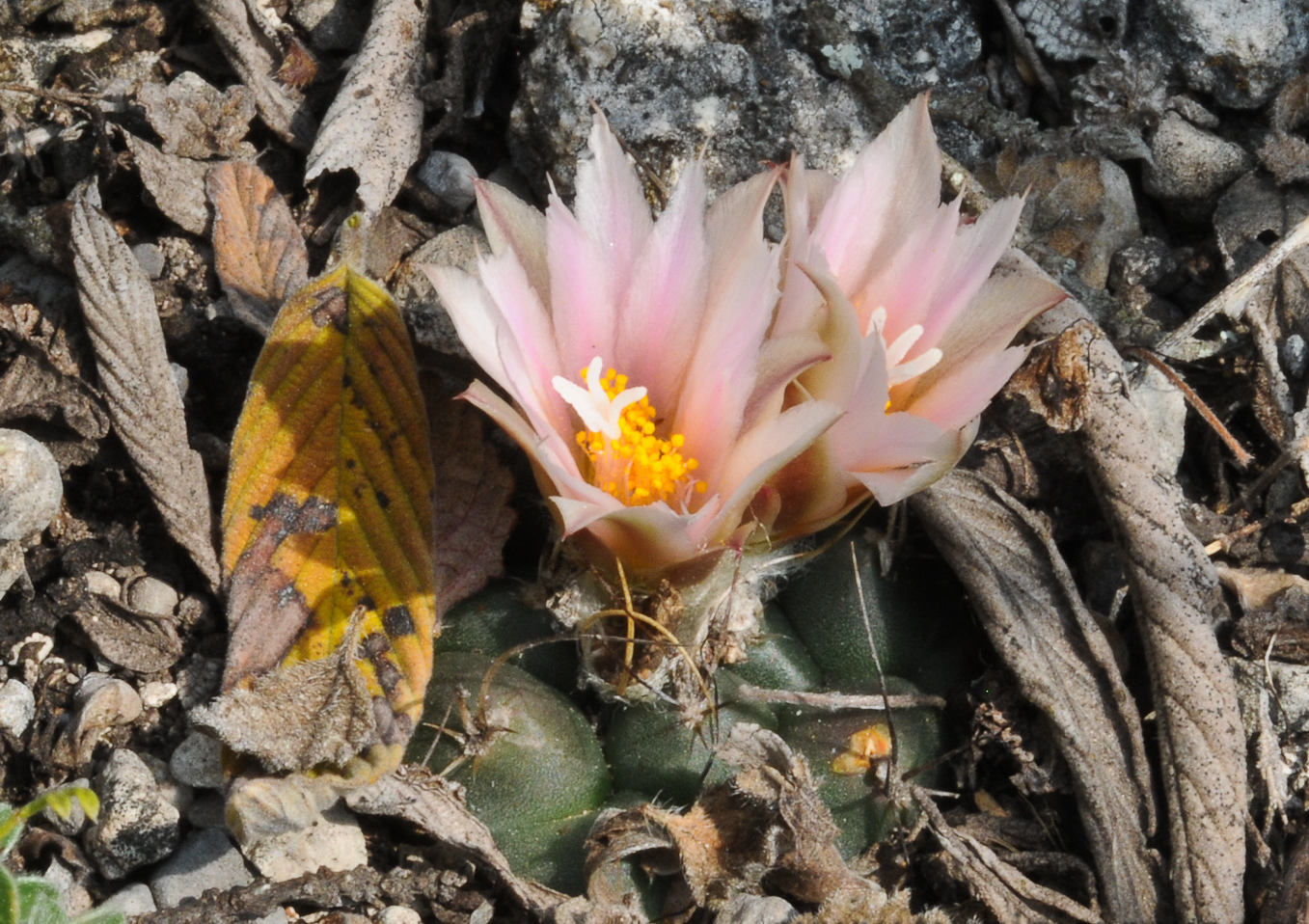
«Turbinicarpus laui»,
назван в честь А. Лау

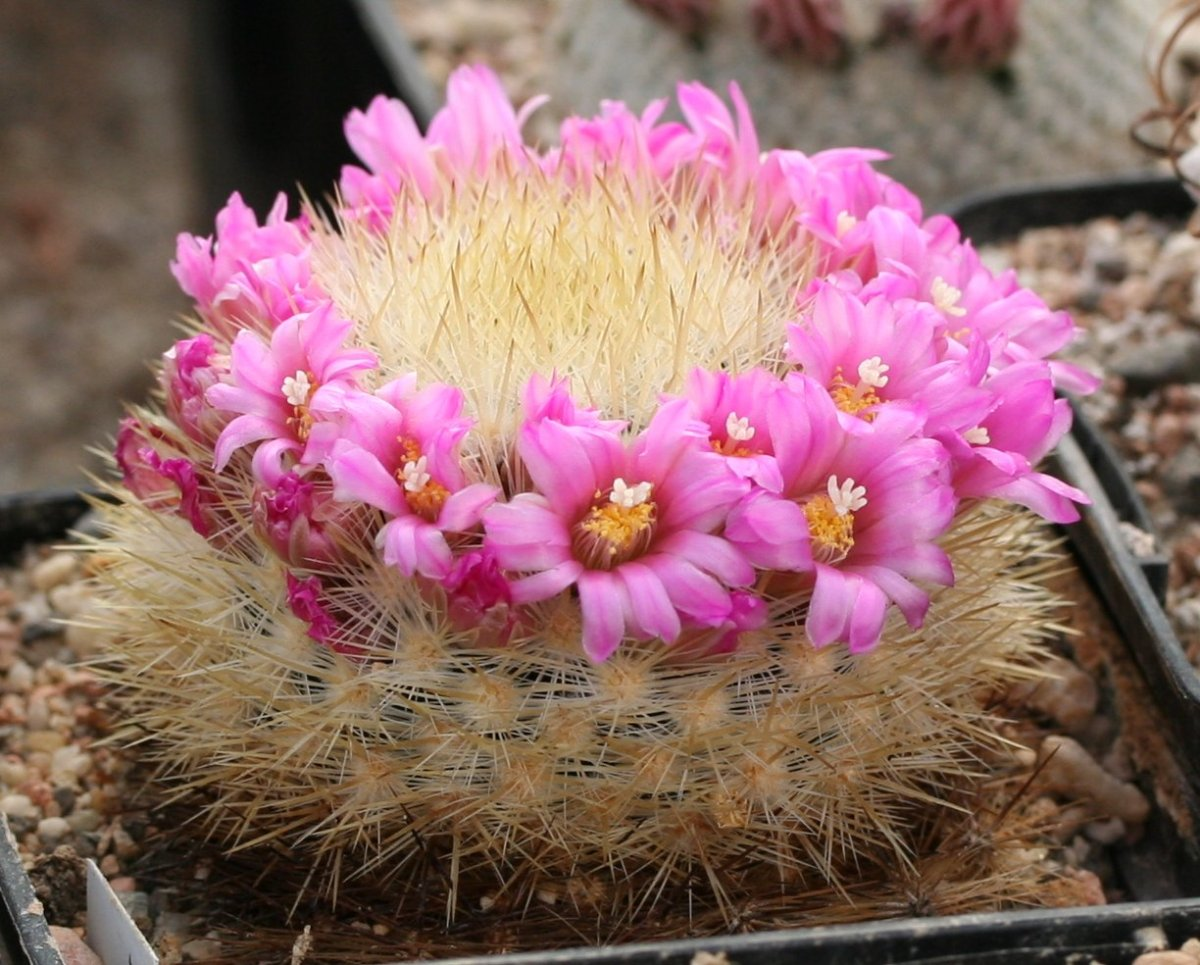
«Mammillaria laui ssp subducta»,
названа в честь А. Лау

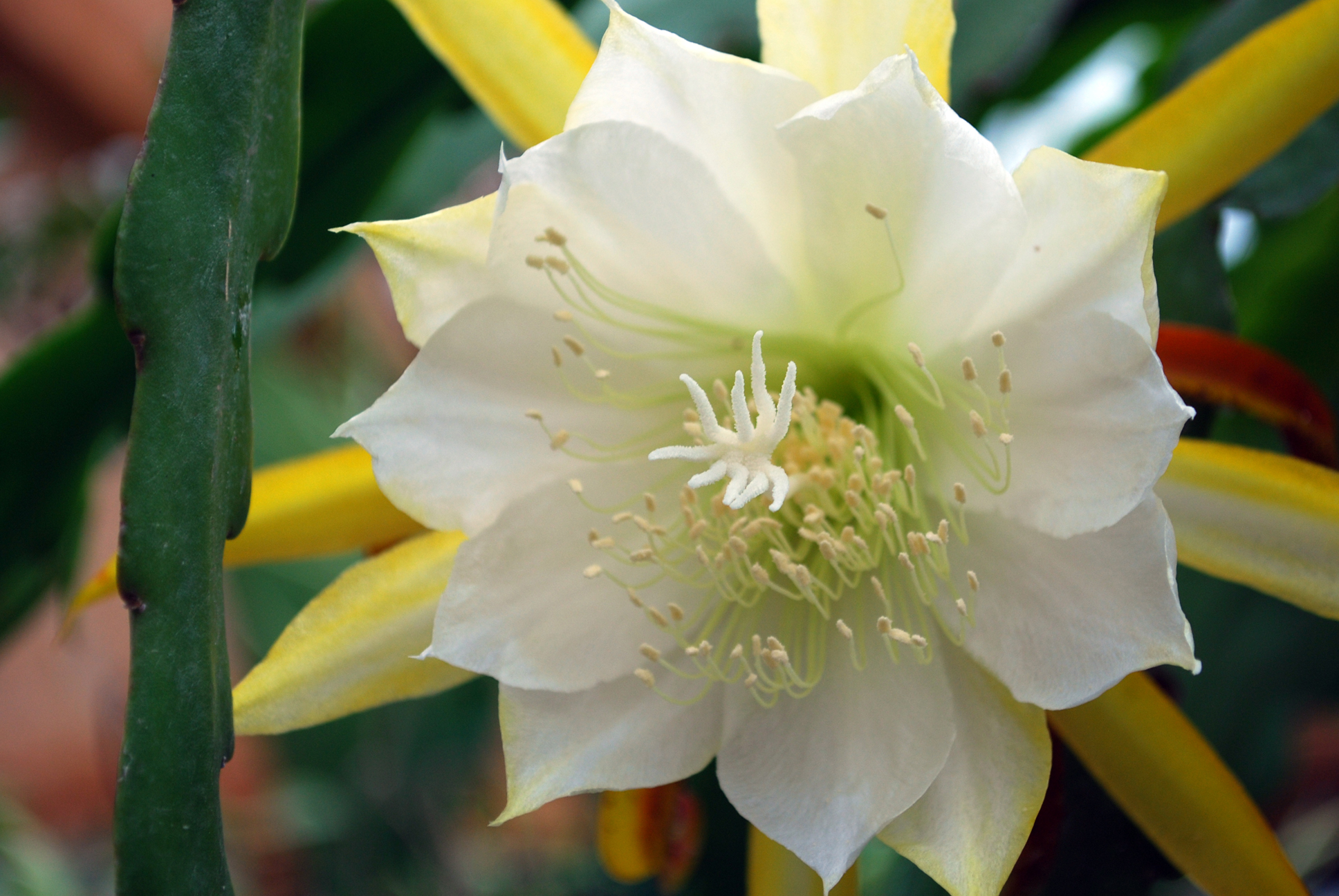
«Epiphyllum laui»,
назван в честь А. Лау

Альфред Лау родился 5 августа 1928 года в городе Золингене и окончил школу в Германии. Во время Второй мировой войны на короткое время был привлечен в отряды Гитлерюгенда. После войны оказался в Великобритании и стал студентом духовного колледжа в Мэйденхэде, а позже продолжил свое образование в Академии религии штата Иллинойс в США. В 1957 году переселился в город Кордова в штате Веракрус. Религиозные убеждения Альфреда Лау определили его дальнейшую жизнь, и он выбрал роль миссионера, в 1967 году поселившись в небольшом городке Фортин-де-Лас-Флорес на юге Мексики. Здесь почти на голом месте, через несколько лет был организован приют для сирот и бездомных детей из вымирающих индейских племен.
Государство частично спонсировало расходы убежища, поэтому основным источником дохода для его содержания стала со временем продажа растений и семян. На должности «охотника за кактусами» Альфред Лау организовал и осуществил более 50 экспедиций в различные районы Центральной и Южной Америки (1968—1971 гг., 1971-1972 гг., много раз с 1980 по 1999 года).
Экспедиции Лау иногда проходили в настолько труднодоступных местах, что могли стоить ему жизни, учитывая полное отсутствие связи. Но исследователь продолжал путешествовать и привозил из поездок, пока это было возможным, большое количество природного материала, часть которого оседала в коллекции убежища. Вскоре эта коллекция стала одной из крупнейших не только в Мексике, но и в сравнении с европейскими. Дети учились, росли и возвращались в родные места зрелыми специалистами, лечили, учили грамоте своих соплеменников.
Альфред Лау не дожил до своего 80-летия два года, скончавшись от сердечного приступа 26 февраля 2007.

## Творчество
Альфред Лау был одним из самых известных коллекционеров суккулентных растений во всем мире, автором популярных статей о местах и условии их роста в разных районах Америки, который открыл и описал десятки новых видов.
Его статьи публиковались в журналах Великобритании, Германии, Бельгии, Голландии, Мальта, Чехии, Мексики и США.
В 1973 году Лау был принят в Международную организацию по изучению суккулентных растений (IOS). В 1992 году в Германии вышла первая часть его полевых номеров, присвоенных мексиканским кактусам. В 1994 году была опубликована и вторая часть, обобщая результаты его поездок по странам Южной Америки.

## Семья
В 1955 году в США Альфред Лау женился с Энни Симерс. У них было семеро детей.

## Признание
В честь Альфреда Лау названы виды:
- «Mammillaria laui»
- «Copiapoa laui»
- «Coryphantha laui»
- «Echinocereus laui»
- «Echinomastus laui»
- «Epiphyllum laui»
- «Eriosyce laui»
- «Lobivia laui»
- «Melocactus laui»
- «Parodia laui»
- «Parodia salmonea var. lau-multicostata»
- «Rebutia laui»
- «Sulcorebutia breviflora var. laui»
- «Sulcorebutia vizcarrae var. laui»
- «Turbinicarpus laui»
- «Echeveria laui»

На честь его жены Энни Лау (англ. Anni Lau) названа «Mammillaria anniana».